# 3044 Saltykov
3044 Saltykov è un asteroide della fascia principale del diametro medio di circa 21,71 km. Scoperto nel 1983, presenta un'orbita caratterizzata da un semiasse maggiore pari a 2,8511310 UA e da un'eccentricità di 0,1584477, inclinata di 13,53442° rispetto all'eclittica.
L'asteroide è dedicato al russo Nikita Saltykov, nonno della scopritrice.